# Rudolf Friedrich
Pour les articles homonymes, voir Friedrich.
Rudolf Friedrich, né le 4 juillet 1923 à Winterthour et mort le 15 octobre 2013 dans la même ville, est un avocat et homme politique suisse, membre du Parti radical-démocratique. Il est conseiller fédéral de 1983 à 1984.

## Études et carrière
Il effectue ses études à Winterthour et étudie le droit et l'économie à l'Université de Zurich.
De 1962 à 1975, il est membre radical du Conseil de la Ville de Winterthour. De 1967 à 1977, il est député au Grand Conseil du canton de Zurich. Puis de 1975 à 1982, il siège au Conseil national jusqu'à son élection au Conseil fédéral (91e conseiller fédéral de l'histoire[réf. nécessaire]). Comme parlementaire, il préside la Commission des affaires militaires.

## Conseiller fédéral
Il dirige le Département de justice et police du 1er janvier 1983 au 20 octobre 1984 où il fait progresser le droit matrimonial. Il fait fermer l'agence de presse soviétique Novosti accusée d'ingérence dans les affaires suisses. Une loi visant à limiter les achats de la propriété foncière par des étrangers porte son nom, la "Lex Friedrich". Il cherche à renforcer le fédéralisme, et est confronté au problème de l'asile.
Il quitte le gouvernement moins de deux ans après son élection pour raisons de santé.

## Retraite
Après sa retraite, il s'engage fortement en faveur de l'adhésion de la Suisse à l'ONU et est un des partisans d'une adhésion à l'UE. Il préconisait déjà l'adhésion à la CEE dans les années 1950 dans un journal local.
Il décède le 15 octobre 2013 à Winterthour.